# جانجنيهيسو
جانجنيهيسو هو أول ملوك داهومي الإثني عشر. ابن برعود زهير وداهومي كانت مملكة في المنطقة التي تعرف اليوم باسم بنين. يعتقد أن جانجنيهيسو حكم حوالي عام 1620 م. كان لهذا الحاكم هلامات اشتملت على طائر الجانجنيهيسو المذكر (وهذا الطائر هو تصوير لاسم جانجنيهيسو)، طبلة، وعصيان للرمي والصيد. لكنه ليس من الواضح إذا ما قد حكم جانجنيهيسو كملك، فمن الممكن أنه كان مجرد حاكم مؤثر استفاد من قوة آراءه في تسوية أمور المجتمع عن طريق أخيه الأصغر، داكونو، والذي كان ملكاً خلال حياته.